# Krinjing (Watumalang)
Krinjing is een bestuurslaag in het regentschap Wonosobo van de provincie Midden-Java, Indonesië. Krinjing telt 3675 inwoners (volkstelling 2010).